# IC 4696
IC 4696 је спирална галаксија у сазвјежђу Паун која се налази на листи објеката дубоког неба у Индекс каталогу.
Деклинација објекта је - 64° 43' 58" а ректасцензија 18h 20m 18,0s. Привидна величина (магнитуда) објекта IC 4696 износи 12,7 а фотографска магнитуда 13,5. Налази се на удаљености од 51,368 милиона парсека од Сунца. IC 4696 је још познат и под ознакама ESO 103-13, AM 1815-644, IRAS 18153-6445, PGC 61750.